# OKB

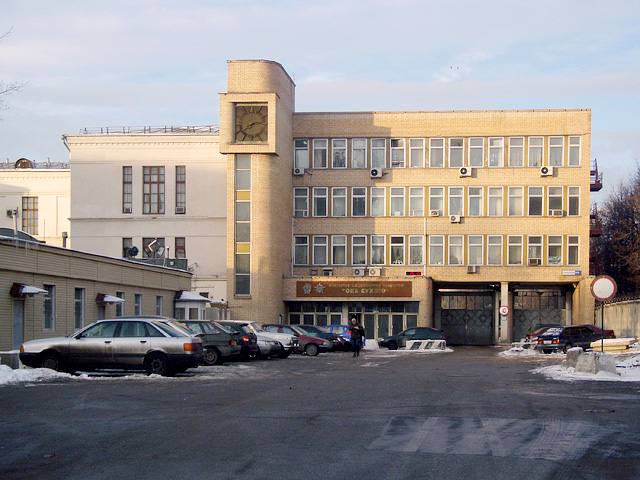
Oficinas del OKB-51 Sujoi (Rusia)

Las OKB (en ruso: Опытное Конструкторское Бюро, ОКБ, transliterado como Opitnoye Konstruktorskoye Biuro, "Oficina de diseños experimentales") fueron, en tiempos de la Unión Soviética, equipos de ingenieros especializados en diseño. 
Cada una de las OKB era identificado por un número adjudicado por el Estado, y a menudo, eran bautizados con el nombre del ingeniero jefe. Por ejemplo, la OKB-51 dirigido por Pável Sujói, era conocida como OKB Sujoi. Por razones de prestigio, las OKB mantenían el nombre de sus más célebres ingenieros a la muerte de estos. 
Las OKB nunca construyeron masivamente aviones, cohetes ni ningún otro vehículo o equipo que hubiesen diseñado. Generalmente disponían de los medios necesarios para construir prototipos y aquellos cuya producción en serie interesaba al Estado eran confiados entonces a una fábrica estatal. 

## Los OKB de la industria soviética
| Nombre          | Diseñador jefe                                                             | Emplazamiento            | Comentarios | Productos                                       | Fecha de Creación |
| --------------- | -------------------------------------------------------------------------- | ------------------------ | --- | ----------------------------------------------- | ----------------- |
| OKB-Electrosila |                                                                            |                          | Actualmente NPO Electrofísica. |                                                 |                   |
| OKB GIDROPRESS  | B. Sholkovitch / А. Agapov / I. Braude                                     | Podolsk                  | Reactores nucleares. |                                                 | 1946              |
| OKB-1           | Serguéi Koroliov                                                           |                          | Actualmente RKK Energiya. | Soyuz, EF 140                                   | 1946              |
| OKB-2           | Piotr Dmitievich Grushin / Alekséi Mijáilovich Isáyev / V. N. Bogomolov    | Kaliningrado             | - 1946 OKB-2 Alekséi Mijáilovich Isáyev. - 1951 Piotr Dmitievich Grushin jefe de diseño. - 1957 Aleksandr Yakovlevich Bereznyak jefe de diseño. - 1958 MKB Fakel. - 1965 MKB Raduga (OKB-155-2). En 2002 se fusiona en junto con NPO Almaz y Antey Corporation para crear Almaz-Antey.                                                                                                | Raduga Kh-22 Raduga Kh-55, Burlak (proyecto)    | 1946              |
| OKB-3           | B.N. Yuriev, Iván Pavlovich Bratujin / Victor Fiodorovich Boljovitinov     |                          | Creada en 1940 disuelta en 1951. Diseño de helicópteros experimentales. | "Omega" 2MG Bratukhin B-11                      | 1940              |
| OKB-4           | Matus Ruvimovich Bisnovat                                                  | Kaliningrado             | Más tarde NPO Molniya. Después de la muerte de Bisnovat en 1977 fue fusionado con el Vympel anteriormente OKB-134 de Iván I. Toropov. En 1992 pasaría a llamarse GosMKB Vympel. | Kh-23                                           | 1955              |
| OKB-5           | Alexei Leonidovich Bespalov / E.E.Papmel / V.L.Brodsky / P.G. Goinkis      | Leningrado/Zelenodolsk   | Astillero de la Guardia Fronteriza Marina del NKVD. Lanchas torpederas. Actualmente Planta Marina Almaz. |                                                 | 1933-1940         |
| OKB-6           |                                                                            |                          | Motores de turbina de gas para tanques. | GTE-700                                         | 1961              |
| OKB-7           |                                                                            |                          | |                                                 | 1948              |
| OKB-8           | Lev Veniaminovych Lyulyev                                                  | Ekaterimburgo            | Misiles antiaéreos de largo alcance. Actualmente NPO Novator. | RK-55, RPK-6/RPK-7                              | 1947              |
| OKB-9           | Fiódor Fiódorvich Petrov                                                   | Sverdlovsk               | Trasladada a Ekaterimburgo. Fabricante de cañones para artillería y tanques. Después de la guerra diseñó el sistema antisubmarinos Vyuga. Vinculado a la fábrica número 50. | U-5TS, D-81T, D-81TM, 2A46 (D-81T)              |                   |
| OKB-10          | Mijail Fedorovich Reshetnev                                                | Zheleznogorsk            | Satélites militares de comunicaciones Strela. Conocida posteriormente como NPO PM (NPO Prikladnoi Mejaniki). | Cosmos-3                                        | 1959              |
| OKB-12          | Aleksey Sergeyevich Abramov                                                |                          | Especializado en sistemas electrónicos. Participó en la creación de la primera central nuclear del mundo. Posteriormente OAO Aveks (OАО АВЭКС). | N1                                              |                   |
| OKB-13          | Oleg Antonov                                                               | Novosibirsk              | Primer okb de antonov posteriormente se trasladaria a kiev. |                                                 | 1946              |
| OKB-14          | A.S. Suranov / Aron Abramovich Richter                                     | Kolomna                  | Cañones | Nudelman-Rikhter NR-23                          |                   |
| OKB-15          | Victor Vasilievich Tijomirov                                               | Zhukovski                | Se forma a partir del NII-17 - (1955-1956 NII-17) - (1956-1962 OKB-15) - (1962-1970 KBR) - (1970-1977 KBP) - (1977- NIIP) |                                                 | 1956              |
| OKB-16          | Yakov Grigoryevich Taubin/Alexander Nudelman/Aleksandr Stepanovich Suranov | Moscú                    | Posteriormente renombrada KB Tochmash. | Nudelman N-37                                   | 1934              |
| OKB-17          | Arkady Shipunov                                                            | Tula                     | Posteriormente renombrada Oficina de Diseño de Instrumentos KBP. | Gryazev-Shipunov GSh-301, 9M113 Konkurs         | 1927              |
| OKB-18          | P.Z. Golosovsky                                                            | San Petersburgo          | Diseño de submarinos diesel y nucleares. | clase Yankee-I                                  |                   |
| OKB-19          | Arkadiy Shvetsov / Pável Aleksándrovich Soloviov                           | Perm                     | Dirigida por Arkadiy Shvetsov (1934-1953) y por Soloviov desde (1953 y 1989), dio origen a la actual Aviadvigatel, que se dedica a la construcción de motores para la aviación. Posteriormente se integraría dentro de Corporación_Unida_de_Motores y esta a su vez acabaría formando parte del gigante Oboronprom.                                                                   | Shvetsov M-25, Shvetsov ASh-62                  | 1934              |
| OKB-20          | Valentín Andreevich Glushenkov                                             | Moscú                    | Trasladada en 1941. Volvió a Moscú en 1947. En 1963 absorbió la OKB-29. En 1966 rebautizada como MKB. En 1994 OMKB. |                                                 | 1947              |
| OKB-21          | Semión Mijailovich Alexeyev                                                | Gorki                    | 1945-1948. Fabrica bombarderos de largo alcance. | Alekseev Tipo 150                               | 1946              |
| OKB-22          | Alexandr Ivanovich Putilov                                                 | Kazán                    | Trasladada a Kazán en 1942. | Pe-2                                            |                   |
| OKB-23          | Vladímir Mijáilovich Miasíshchev                                           | Zhukovsky, Moscú         | Creada el 24 de marzo de 1951. Disolución en 1960. Fue fusionada con la OKB-52 de Cheloméi. | Myasishchev M-4                                 | 1951              |
| OKB-24          | Aleksandr Aleksándrovich Mikulin / Serguéi Konstantínovich Tumanski        |                          | Dedicado a motores de aviación. | Mikulin M-17, Mikulin AM-38                     |                   |
| OKB-26          | Sergey A. Gavrilov                                                         | Klimov                   | Motores para aviones. Posteriormente OJSC NPP Motor Actualmente parte de Corporación Unida de Motores | RZ-26                                           | 1955              |
| OKB-29          | Valentin Andreevich Glushenkov / Victor Stepanovich Ashchenko              | Omsk                     | En 1963 se fusiona con OKB-20. Motores para tanques. | GTD-3TL                                         |                   |
| OKB-30          | Vladimir Vasilievich Shevchenko                                            | Moscú                    | Basado en el Instituto Tecnológico de Moscú. | A-35 (antimisil)                                |                   |
| OKB-31          | Alexandr Sergeyevich Moskalyev                                             | Vorónezh                 | | SAM-13                                          | 1936              |
| OKB-34          | Grigoriy Ivanovich Voronin                                                 |                          | Posteriormente nombrada como OKB-124, actualmente NPO-Nauka. |                                                 |                   |
| OKB-36          | Pyotr Kolesov                                                              | Rybinsk                  | Turbinas para aviones. En 2001 se fusiona con Lyulka-Saturn JSC, anteriormente OKB-165, para formar NPO Saturn. Actualmente parte de Corporación Unida de Motores | RD-36                                           | 1928              |
| OKB-39          | Serguei Vladimirovich Ilyushin                                             | Moscú                    | Actualmente parte de la Corporación Aeronáutica Unida. | Ilyushin Il-2, Ilyushin Il-10                   | 1933              |
| OKB-40          | Nikolai Alexandrovich Astrov                                               | Mytishchi, Moscú.        | Construcción de artillería y tanques ligeros. Vinculada a la fábrica número 40. | ASU-57, T-60, T-70                              | 1943              |
| OKB-43          | Ivan Toropov                                                               |                          | ZPU-4. |                                                 |                   |
| OKB-44          | Nikolay Mijaylovich Elizarov / A.I. Zabegin                                | Klimovsk, Moscú          | Actualmente TsNIITochMash. |                                                 | 1943              |
| OKB-45          | Nikolay G. Metsjvarishvili.                                                |                          | |                                                 |                   |
| OKB-47          | Alexei Shcherbakov                                                         | Oremburgo                | Cerrada en 1946, fabricaba el avión de transporte Shche-2. | Shche-2                                         |                   |
| OKB-49          | Gueorgui Beríyev                                                           | Taganrog                 | Conocida principalmente por sus hidrocanoas y aviones anfibios. Actualmente forma parte de la Corporación Aeronáutica Unida. | Beriev Be-4, Beriev Be-6                        | 1932              |
| OKB-51          | Pável Ósipovich Sujói                                                      | Moscú                    | Transformado en Sujoi Corporation, reconocido constructor de aviones de combate y una de las compañías líderes mundiales en aviones acrobáticos. En 1974 fue la oficina responsable del proyecto Albatros, un transbordador espacial de dos etapas que nunca llegó a materializarse.                                                                                                  | Sujói Su-9                                      | 1939              |
| OKB-52          | Vladímir Nikoláyevich Cheloméi                                             | Reutov, Moscú            | Actualmente NPO Mashinostroyeniya. | UR-200                                          | 1944              |
| OKB-81          | I.I.Kartukov                                                               |                          | | PRD-276                                         |                   |
| OKB-86          | Robert Ludvigovich Bartini                                                 | Taganrog                 | |                                                 | 1946              |
| OKB-92          | Vasili Gavrilovich Grabin                                                  | Gorki                    | Actualmente Planta de maquinaria de Nizni Nóvgorod. | F-34 (cañón), ZiS-30, ZiS-3                     | 1932              |
| OKB-115         | Aleksandr Serguéyevich Yákovlev                                            |                          | Origen del constructor aeronáutico Yakovlev. | Yakovlev Yak-9, Yakovlev Yak-1 Yakovlev Yak-23  | 1934              |
| OKB-117         | Vladimir Klimov, S. P. Izotov                                              | San Petersburgo          | Actualmente OAO Klimov. Turbinas para tanques. | Klimov RD-33                                    | 1935              |
| OKB-120         | Konstantin Ivanovich Zhdanov                                               |                          | |                                                 |                   |
| OKB-124         | Grigoriy Ivanovich Voronin                                                 |                          | Sistemas de refrigeración para el Tu-121. |                                                 |                   |
| OKB-133         |                                                                            |                          | Participó en la creación de la primera central nuclear del mundo. |                                                 |                   |
| OKB-134         | Ivan I. Toropov / Andrei Leonidovich Lyapin                                | Kaliningrado             | Ivan I. Toropov (1949-1961). Andrei Leonidovich Lyapin (1961-1981). 1965-Túshino. 1966-1968 en Kaliningrado. En 1977 se fusionó con la OKB-4. Actualmente NPO Vympel. Compartía instalaciones con el OKB-4. | Vympel R-3, Vympel R-77                         | 1949              |
| OKB-140         |                                                                            |                          | Componentes para el Tu-121. |                                                 |                   |
| OKB-153         | Oleg Antónov                                                               | Novosibirsk              | Inicialmente OKB-13. Germen del actual constructor Antonov, conocido por sus inmensos aviones de carga. Anteriormente OKB Grigoróvich. |                                                 |                   |
| OKB-154         | Semión Kósberg                                                             | Vorónezh                 | Anteriormente a 1946 OKB-296, en la actualidad KB Khimautomatiki KBKhA. | RD-0120, RD-0108                                | 1941              |
| OKB-155         | Mikoyan-Gurevich                                                           |                          | Diseñadores de los aviones MiG. Renombrada a Mikoyán. Desde 2006 forma parte de Corporación Aeronáutica Unida. | Mikoyan-Gurevich MiG-21, Mikoyan-Gurevich MiG-3 |                   |
| OKB-155-2       | Aleksandr Yákovlevich Berezniak - A. M. Isayev                             | Dubná                    | (En ocasiones denominada OKB-2-155). OKB surgido del OKB-155. Actualmente MKB Raduga. | Bereznyak-Isayev BI-1                           |                   |
| OKB-156         | Andréi Nikoláyevich Túpolev                                                | Moscú                    | Creador de Túpolev, posiblemente el constructor aeronáutico ruso más conocido. | Túpolev Tu-2, Túpolev Tu-16                     | 1922              |
| OKB-165         | Arjip Mijailovich Lyulka                                                   | Kiev                     | Posteriormente AO Lyulka-Saturn y en 2001 se fusionará con Rybinsk motors JSC (anteriormente OKB-36) y formaría NPO Saturn. | Lyulka AL-7,Saturn AL-31                        | 1946              |
| OKB-166         | Dmitry Ludvigovich Tomashevich                                             | Omsk                     | | Tomashevich 111                                 |                   |
| OKB-172         | N.A. Ivanov                                                                | Perm                     | Artillería y artillería naval. | 9A52-4 Tornado, M-42                            | 1938              |
| OKB-174         | Alexandr Evgrafovitch / Alexandr Aleksandrovitch Morov                     | Omsk                     | Más tarde conocida como KBTM. | T-34                                            |                   |
| OKB-176         |                                                                            | Zhukovsky                | aviación |                                                 |                   |
| OKB-196         | P. G. Golov / Abram Samoeilovitsj Kassatsier                               |                          | Diseño de submarinos y cruceros ligeros. Actualmente Oficina Central de Diseño Rubin. | А615                                            | 1953              |
| OKB-207         | Alexei Andreyevich Borovkov y Ilya Florentievich Florov                    |                          | I-207. |                                                 |                   |
| OKB-218         | Anatoly Anatolievich Andreev                                               |                          | Participó en la creación de la primera central nuclear |                                                 |                   |
| OKB-240         | Vladimir Grigoryevich Yermolaev                                            |                          | En 1941 evacuada a Irkutsk. | Yermolayev Yer-2                                | 1940              |
| OKB-250         | Vladimir Dobrynin                                                          | Ufá                      | Surge de la evacuación del KB-2 MAI(planta No.16) de Vorónezh a Ufá en octubre de 1941. En 1943 se traslada una vez más de Ufa a Rybinsk (planta No.36). A partir de 1946 es renombrada como OKB-36 (OKB-36-1 MAP). En 1966 renombrada como "Rybinsk Engine Building Design Office" (RKBM). En 2001 se fusiona con Lyul'ka-Saturn JSC, anteriormente OKB-165, para formar NPO Saturn. |                                                 | 1941              |
| OKB-256         | Pavel Vladimirovich Tsybin                                                 |                          | Se fusionó con la OKB-23 de Myasishchev en 1959. | Р-020                                           | 1955              |
| OKB-276         | Nikolai Dmitriyevich Kuznetsov                                             | Samara                   | Dedicada a motores de aviación. Posteriormente JSC Kuznetsov Actualmente parte de Corporación Unida de Motores | Kuznetsov NK-12, NK-33                          | 1946              |
| OKB-283         |                                                                            |                          | |                                                 | 1946              |
| OKB-287         |                                                                            |                          | |                                                 | 1946              |
| OKB-293         | Victor Fiodorovich Boljovitinov                                            | Jimki                    | | Boljovitinov DB-A                               | 1940              |
| OKB-296         | Sémion Árievich Kosberg                                                    | Moscú                    | Fabricaba sistemas de inyección de combustible para los aviones La-5 La-7 y Tupolev Tu-2. Creada originalmente en Moscú pero trasladada a Berdsk en 1941. En 1946 se traslada a Vorónezh y es rebautizada como OKB-154. Posteriormente acabaría siendo KB Khimautomatiki. |                                                 | 1941              |
| OKB-300         | Aleksandr Aleksándrovich Mikulin / Serguéi Konstantínovich Tumanski        | Turayevo(Тураево), Moscú | Diseño el motor de la tercera etapa del proyecto Spiral. Actualmente Aero-engine Scientific and Technical Complex «Soyuz». | R39-300, KR-15-300                              | 1943              |
| OKB-301         | Semión Lávochkin                                                           | Jimki                    | Se distinguió por la familia de aviones de caza a pistón de la Segunda Guerra Mundial, cambiando con posterioridad al diseño de misiles. La oficina fue cerrada en 1960 después de la muerte del diseñador jefe, pero posteriormente fue reabierta como NPO Lávochkin, dedicada al diseño de naves espaciales, participando en los programas Lunojod, Vega, Fobos y otros.            | La-7,La-15 'Fantail',La-180                     | 1937              |
| OKB-329         | Mijaíl Leóntievich Mil                                                     | Moscú, Tomilino          | | Mil Mi-1, Mil Mi-6.                             | 1948              |
| OKB-339         | G.M. Kunyavsky                                                             | Moscú                    | Desarrollo y producción de radares militares y civiles. | Oriol                                           | 1957 /1946        |
| OKB-382         | Pavel Ivanovich Sedov / Aleksei Fedorovich Bogomolov                       |                          | |                                                 | 1946              |
| OKB-383         | G.M. Kunyavsky                                                             |                          | Actualmente OKB Kristall. |                                                 | 1942              |
| OKB-424         | P.P. Dementyev                                                             | Dolgoprudniy             | diseño de dirigibles y globos aerostáticos. Actualmente DKBA |                                                 | 1956              |
| OKB-456         | Valentín Petróvich Glushkó                                                 | Jimki                    | Actualmente NPO Energomash. |                                                 | 1946              |
| OKB-458         | Igor Vyacheslavovich Chetverikov                                           | Moscú                    | Disuelto en 1948. | Chetverikov MDR-3                               | 1934              |
| OKB-478         | Aleksandr Georgievich Ivchenko / Lotarev                                   | Zaporiyia, Ucrania       | Motores para helicópteros. Actualmente Ivchenko-Progress ZMKB. | Progress D-18T, Progress D-436                  | 1945              |
| OKB-482         | Vladímir Mijáilovich Miasíshchev                                           |                          | |                                                 | 1967              |
| OKB-483         |                                                                            | Kuybishev                | Trasladado a Kuybishev durante la guerra. Cerrado a finales de 1942. |                                                 |                   |
| OKB-520         | Alexander Morozov, Leonid N. Kartsev ,Nikolai Alekseievitch Koutcherenko   | Nijni Taguil             | Vinculado con la fábrica número 183 de Stalin Ural. Fábrica de tanques. Actualmente Uralvagonzavod. | T34                                             |                   |
| OKB-575         | Georgy Semenovich Garanin                                                  | Kovrov                   | |                                                 |                   |
| OKB-586         | Mijaíl Kuzmich Yangel                                                      | Dnipró                   | Diseñador de misiles balísticos intercontinentales (ICBMs). Dirigida por Yangel desde 1954 a 1971. A partir de 1966 Yúzhnoye. | Cosmos-2I, R-12 Dvina                           | 1954              |
| OKB-670         | Mijail Makarovich Bondaryuk                                                |                          | Diseño de misiles y estatorreactores. | Kh-41, RD-018A, RD-012                          |                   |
| OKB-686         | Aleksandr Mijaylovich Goltsman                                             |                          | Actualmente Gokb Proyektor (ГОКБ «Прожектор»). |                                                 |                   |
| OKB-692         | Borís Mijáilovich Konopliov                                                | Járkov                   | JSC "Khartron" (anteriormente KB electropriborostroeniya, luego NPO "Electropribor"). | Strela                                          |                   |
| OKB-794         | Evgeny A. Zazorin                                                          | Leningrado               | Sistema de puntería y navegación (ANS) para aviones de combate. Más tarde conocida como OKB Leninets o Leninets SPA. |                                                 | 1946              |
| OKB-923         | Yevgeniy Fedorovich Antipov                                                | Moscú                    | Creaba aviónica para varios aviones y misiles. Actualmente es el Instituto de Electromecánica y Automática de Moscú (МИЭА). |                                                 | 1951              |
| OKB-938         | Nikolái Kámov                                                              |                          | Posteriormente la empresa Kamov pasó a formar parte del gigante aeronautico Oboronprom. | Kamov Ka-15, Kamov Ka-27                        | 1948              |